# H Mafia
H Mafia era un grupo de rap sevillano, formado por Puto Loko (David Ramos, también llamado Barrabás Mc) y DJ Zeth (Manuel Gil, DJ y productor). Recientemente se ha incorporado Alx (Mc), que tras acompañar en diversos conciertos como corista a la formación, se ha unido a ella definitivamente como miembro activo.
El grupo se disolvió oficialmente en noviembre de 2020 por parte de Barrabás, el único integrante fundador del grupo.

## Biografía
En el año 2003, H Mafia saca su maqueta “Strategas”, con colaboraciones de Hijo Pródigo y Legendario, entre otros. En 2004 el grupo colabora con Res Co y Puto Loko empieza a acompañar a SFDK en los directos como apoyo en los coros. Éste también colaboraría con DJ Makei, Acción Sánchez, SFDK, Cres, Shotta, etc.
En 2004 publican su LP “Sevillan History H”, bajo el sello Fiebre Records con colaboraciones de Zatu, Legendario, Acción Sánchez entre otros.
Su LP “Barrabás”, también con Fiebre Records, salió el 14 de abril de 2008. Tiene 17 tracks y colaboraciones de Zatu, Puto Largo, Dekoh, Acción Sánchez… Una de las canciones, “El engranaje y el piñón” ha servido para hacer su primer videoclip.

## Discografía
- "Strategas " (Maqueta) 2003
- "Sevillan History H" (EP) (Fiebre Records), 2004
- "Barrabás" (LP) (Fiebre Records), 2008
- "MixTime" (Maqueta), 2010
- "Apocalipsis MMXI" (Maqueta), 2011
- "Twentyhits" (LP), 2013
- "Crimen y Castigo" (LP), (micromecenazgo Verkami), 2016

## Colaboraciones
- Res Co "Sevilla’s Project" (2004)
- Recopilatorio "Técnicas De Cloakas 2" (2004)
- Acción Sánchez ""Creador Series vol. 1"" (2004)
- Res Co "La Que Me Faltaba" (2005)
- Shotta "Dibujo libre" (Sangre, 2008)
- Dogma Crew - la octava plaga (Estamos por aquí)